# Demetrio Reres

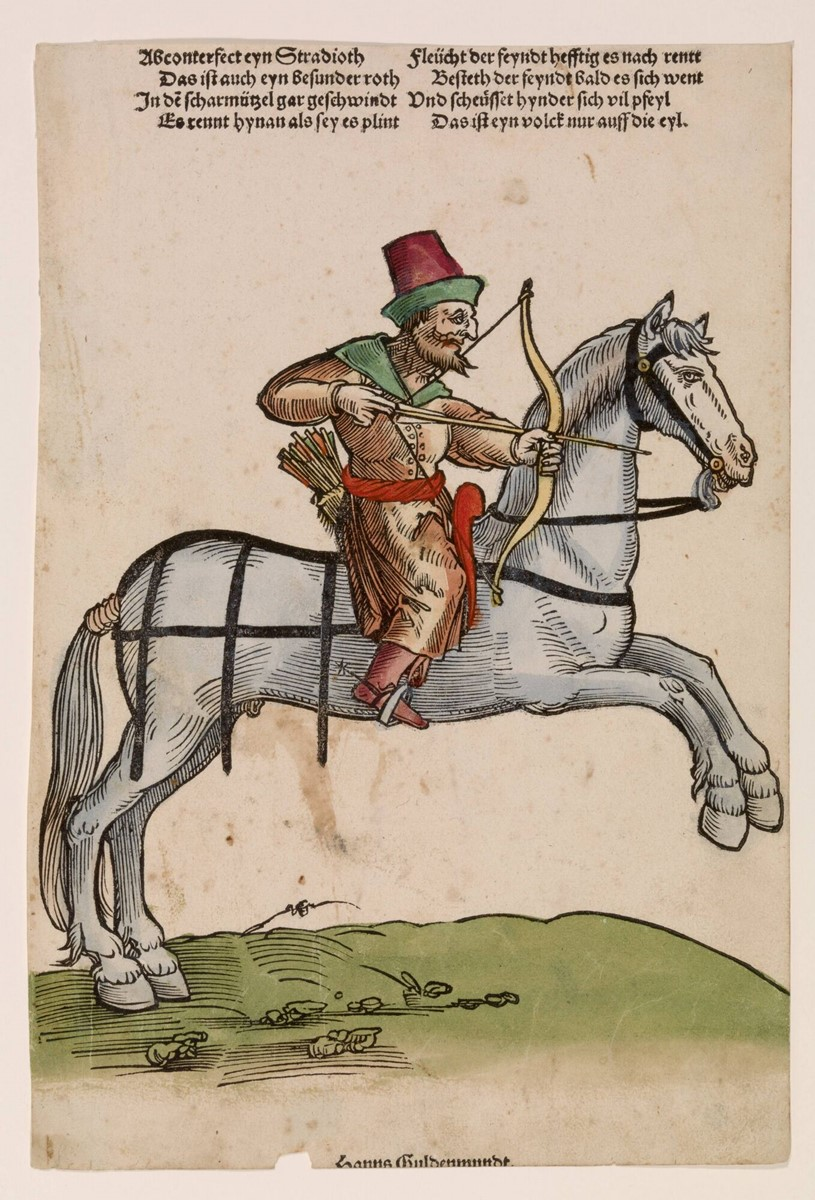
Cavaliere stradiota del XVI secolo.

Demetrio Reres secondo la tradizione storica arbëreshë è un condottiero stradiota del XV secolo a cui è attribuita la fondazione dei primi insediamenti albanesi in Italia. La storia del personaggio è interamente basata sul "transunto", un documento del XVII secolo in cui è scritto che Demetrio Reres giunse in Calabria dall'Epiro nel 1444, ingaggiato dal re di Napoli Alfonso I per reprimere una rivolta baronale e che in seguito al suo successo fu nominato governatore della Calabrie Inferioris.
A livello storico il personaggio è citato per la prima volta nel 1763 da Pietro Pompilio Rodotà, nel suo libro Dell'origine progresso, e stato presente del rito greco in Italia osservato dai greci, monaci basiliani, e albanesi e sino alla fine del XIX secolo è stato considerato la storiografia tradizionale come una figura reale.
La storicità del personaggio è stata però messa in dubbio nel XX secolo da numerosi storici che hanno analizzato l’unico documento sul quale si erano basati i loro predecessori. L’analisi del "transunto" ha fatto emergere numerose incongruenze formali che hanno portato a considerare il documento come un falso. La storiografia moderna quindi non considera veritiera la figura di Demetrio Reres e le azioni a lui attribuite.

## Storiografia

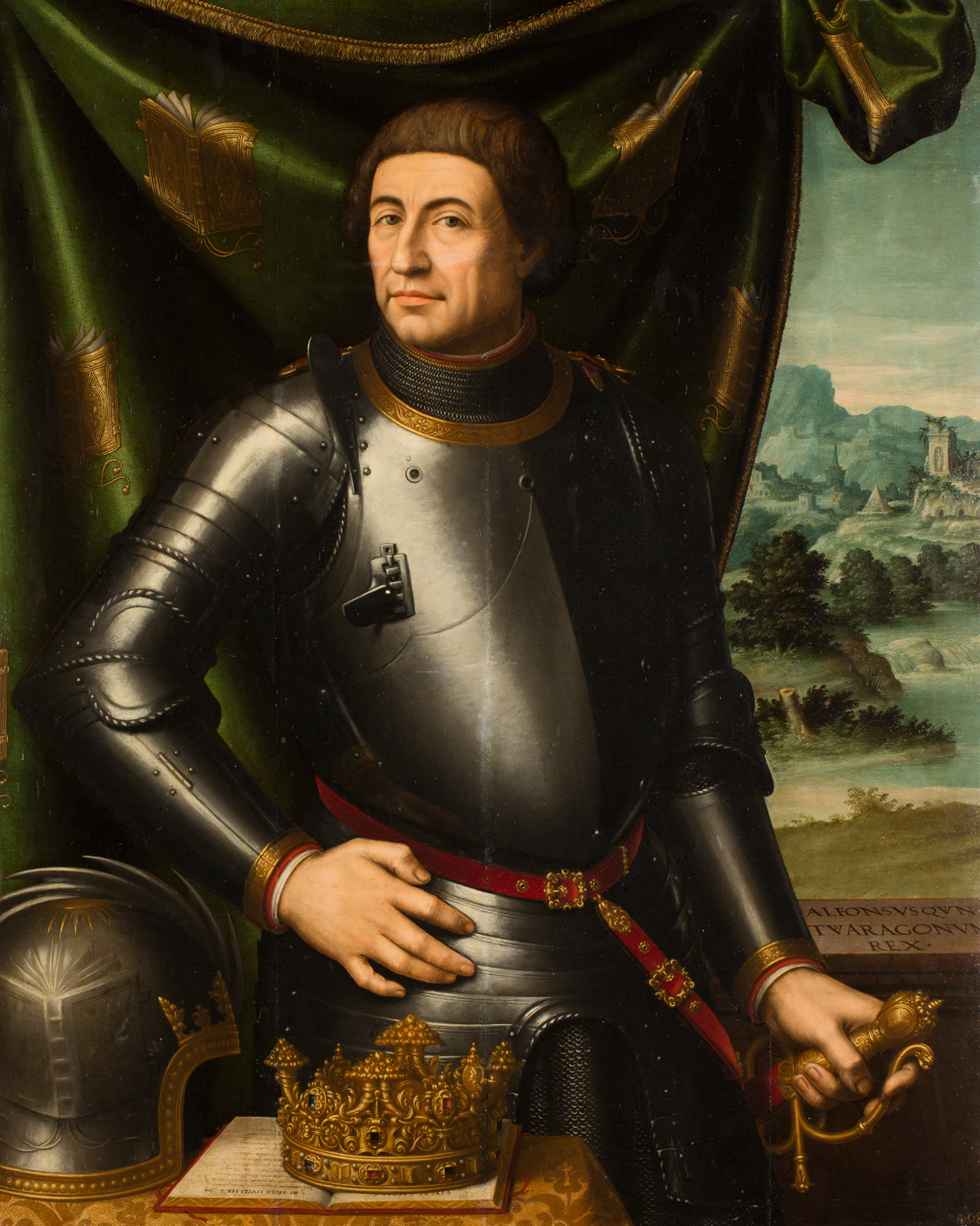
Alfonso I D'Aragona, Re di Napoli (1442 - 1458)

Diversi autori, a partire dal 1763 e sino alla fine del XX secolo, hanno scritto di Demetro Reres e dei suoi figli, descrivendoli come condottieri di stradioti epiroti venuti in aiuto di Alfonso il Magnanimo, re di Napoli, per reprimere in Calabria una rivolta dei baroni del regno. Gli stessi autori hanno scritto anche che Demetrio Reres e i suoi figli sono stati premiati per i loro servigi, il primo con la nomina a governatore di una qualche zona della Calabria e gli altri con la promozione a capitani in Sicilia.
Per fare queste affermazioni, gli autori hanno usato come loro unica fonte un "transunto", ossia una parziale ricopiatura di un regio diploma con il quale, oltre ad affermare la sua nobiltà, Demetrio Reres viene nominato governatore della "Calabria Inferiore".
Successivamente, sulla scorta di quanto affermato in precedenza e convinti della bontà del "transunto", altri autori hanno affermato che alcuni villaggi arbëreshë, sia in Calabria che in Sicilia, sono stati fondati dagli stradioti epiroti che erano venuti al seguito di Demetrio Reres e dei suoi figli.
Successivamente alcuni storici hanno espresso i loro dubbi sull’esistenza di Demetrio Reres, e quindi hanno analizzato attentamente l’unico documento, cioè il "transunto", sul quale si sono basati i loro predecessori. L’analisi del "transunto" ha fatto emergere numerose incongruenze formali che hanno portato a considerare che tale documento è completamente falso e che non esiste un diploma regio del 1448 a favore di Demetrio Reres.
Si può quindi affermare che: non è mai esistito un condottiero di stradioti epiroti chiamato Demetrio Reres; non è mai esistito un governatore di una improbabile Calabria Inferiore chiamato Demetrio Reres; che, vista la falsità del “transunto” è da ritenersi priva di fondamenta l’ipotesi che gli stradioti epiroti abbiano fondato qualche paese albanese in Calabria e in Sicilia nel 1448, o intorno a tale data.

### Il transunto

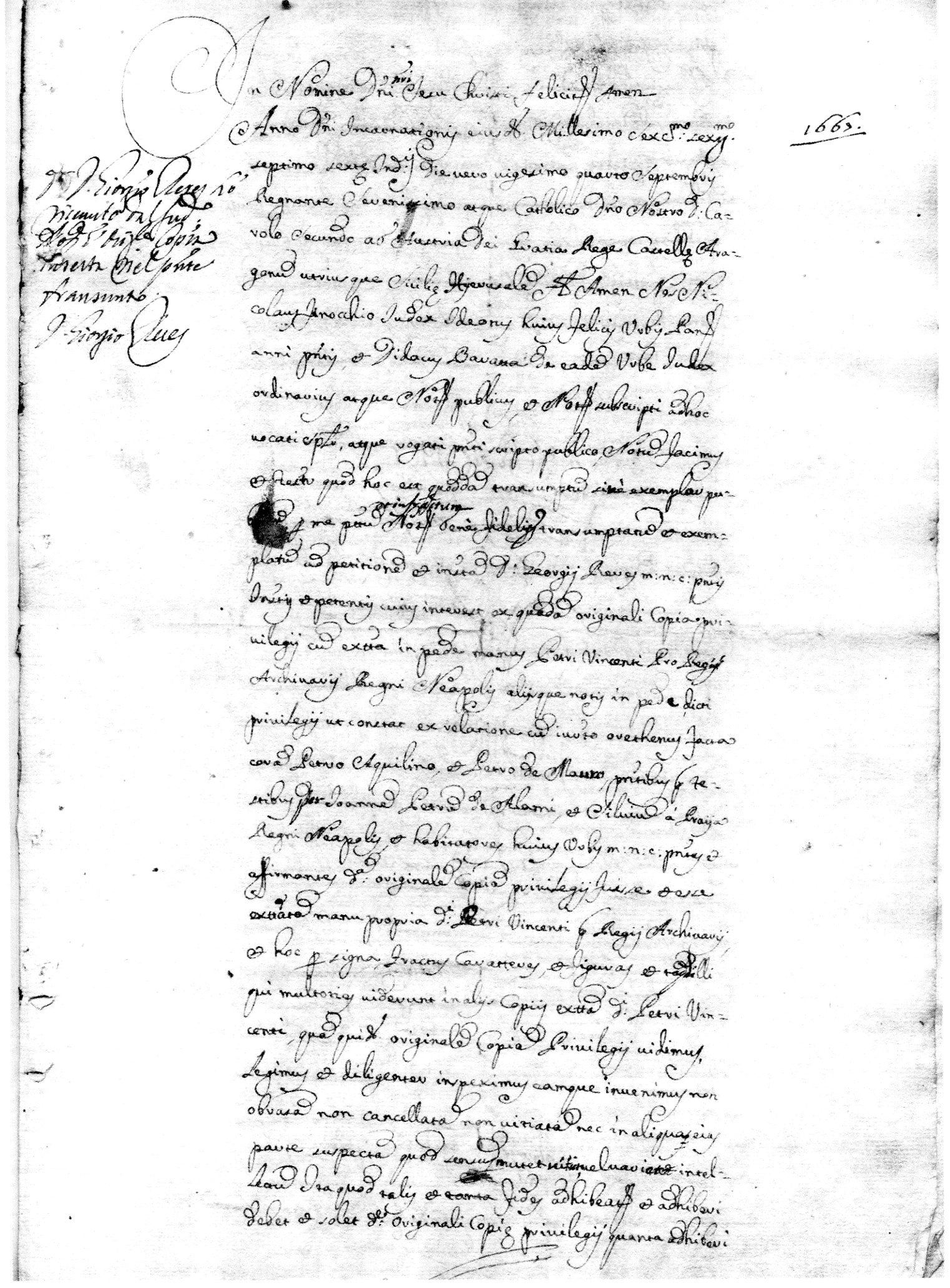
1^ pagina del transunto del 1665 presso l'Archivio storico dell'Eparchia di Piana degli Albanesi, ex volume miscellaneo VI.G.12.F, doc. n. XI, c. Ir.

Le uniche informazioni sulla figura di Demetrio Reres provengono da un documento risalente al 24 settembre del 1665, cioè 217 anni dopo gli accadimenti dei fatti, consistente in un transunto redatto dal notaio Diego Barretta di Palermo, il quale sosteneva di averlo ricopiato da un diploma originale in possesso dell'arciprete Giorgio Reres di Mezzojuso.
Si riporta di seguito uno stralcio del "transunto" scritto in latino e, a fianco, la sua traduzione in italiano.
(Transunto del diploma reale per la nomina di Demetrio Reres a governatore della Calabria inferiore, 1 settembre 1448)

### La possibile storicità del personaggio

#### Pietro Pompilio Rodotà

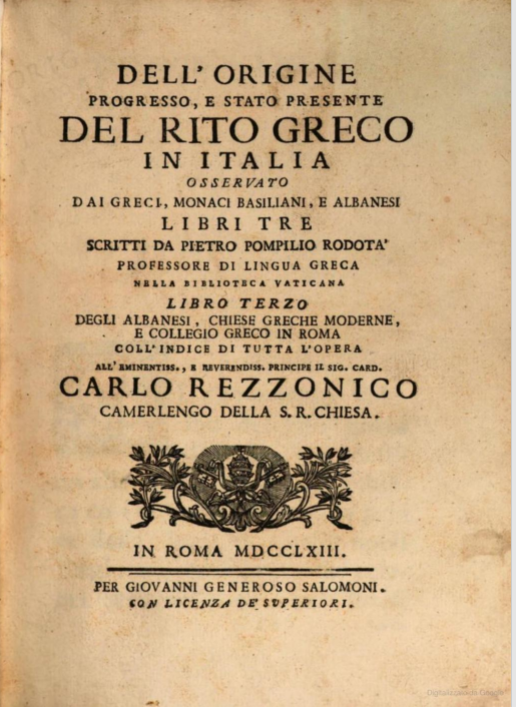
Frontespizio del libro di Pietro Pompilio Rodotà

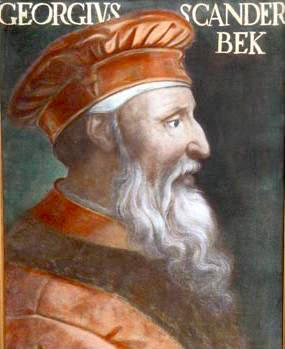
Giorgio Castriota Scanderbeg

Il primo scrittore che parla dell’esistenza di Demetrio Reres era Pietro Pompilio Rodotà, un professore di lingua greca all'Università vaticana, che aveva ricevuto dal sacerdote Paolo Maria Parrino, rettore del Seminario greco di Palermo, il sopra citato transunto. Rodotà al III capitolo del suo terzo volume nella sua opera "Dell'origine progresso, e stato presente del rito greco in Italia osservato dai greci, monaci basiliani, e albanesi" del 1763, basandosi sul suddetto transunto, scrisse che "re Alfonso I D'Aragona voleva conquistare la Calabria Inferiore, che resisteva alle sue armi, invitò al soldo molti di essi (albanesi) […] Venuti speditamente tre ben guarnite e scelte colonie sotto la direzione di Demetrio Reres, portarono lo spavento a' Calabresi, li ridussero in misera servitù, e gli obbligarono di piegare il collo al Re Alfonso; il quale riconoscendosi debitore della vittoria, […] conferì al capitano Demetrio Reres il governo della vinta Calabria e onorò i suoi due figli, Giorgio e Basilio, con il titolo di capitani delle truppe di lor nazione, che volle si stabilissero nella Sicilia affinché fossero di presidio contro le temute scorrerie dei Francesi […]."
Ma prima ancora di parlare di Demetrio Reres, Pietro Pompilio Rodotà, riferendosi alle immigrazioni degli albanesi, fa una premessa: “[…] che l’epoca del loro [degli albanesi] passaggio non può generalmente fissarsi in alcun tempo determinato. Ora molti ora pochi […] approdavano ai nostri lidi […]; i primi comparvero nel 1461 […] altri vennero dopo il 1467 [ sic! 1468] in cui finì la vita il loro Principe [ Giorgio Castriota Scanderbeg ]; in breve la loro venuta dopo i primi del 1461 deve segnarsi tra il 1467 e il 1478.”

#### Angelo Masci
Nel 1807 (ristampato nel 1847), lo studioso italo-albanese Angelo Masci di Santa Sofia d'Epiro scrive che re Alfonso il Magnanimo ancora prima del 1448 avrebbe sistemato "tre colonie, arricchendole di terre e di privilegj". Inoltre avrebbe chiamato molte milizie albanesi perché "non vi è gente più brava degli albanesi". Per questo motivo, il condottiero Demetrio Reres sarebbe stato decorato di un diploma reale. Masci, a questo punto presenta il transunto pubblicato dal Rodotà.

#### Bernardino Biondelli
Nel 1845, il linguista Bernardino Biondelli confermò la parentela di Demetrio Reres alla "clarissima familia Castriota Epirotarum principum" modificandone il nome in "Demetrio Reres Castriota" e affermando che era il padre di “Giorgio Castriota, soprannominato Scanderbeg”. Proseguì poi quindi segnalando che il Reres era stato nominato "governatore della Calabria Ulteriore".

#### Vincenzo Dorsa

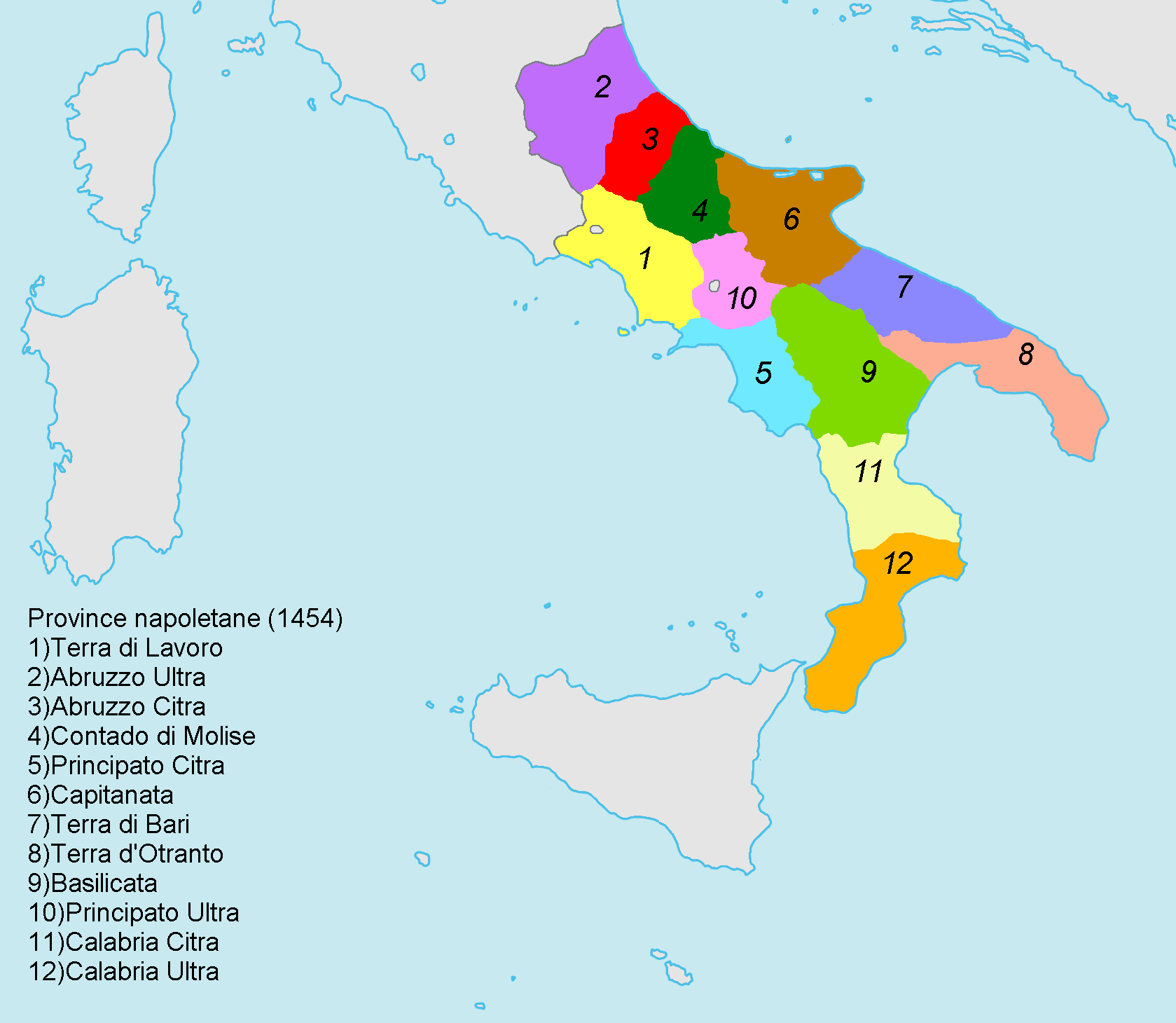
Le province napoletane nel 1454

Nel 1847 lo scrittore italiano di origine arbëreshe, Vincenzo Dorsa, considerò valido il "transunto" utilizzato da Pietro Pompilio Rodotà e confermò quanto affermato da quest’ultimo, pur preferendo sostituire la frase del Rodotà "re Alfonso I D'Aragona voleva conquistare la Calabria Inferiore" con quella di "Alfonso I D'Aragona, Re di Napoli volendo riacquistare la Calabria ribellata".
Inoltre, senza altra fonte oltre al "transunto", Vincenzo Dorsa avanzò l’ipotesi che, visto che Demetrio Reres era stato nominato governatore della "Calabria Inferiore" che, probabilmente, comprendeva anche il Catanzarese e visto che nel catanzarese esistevano alcuni paesi albanesi, concluse che tali paesi (Amato, Andali, Arietta (oggi frazione di Petronà), Casalnuovo (oggi Caraffa di Catanzaro), Vena, Zangarona) fossero stati fondati dai soldati delle "tre colonie di Demetrio Reres" che sarebbero venuti in Italia perché Alfonso I D'Aragona, Re di Napoli voleva "riacquistare la Calabria ribellata alle sue armi"..

#### Gioacchino Di Marzo

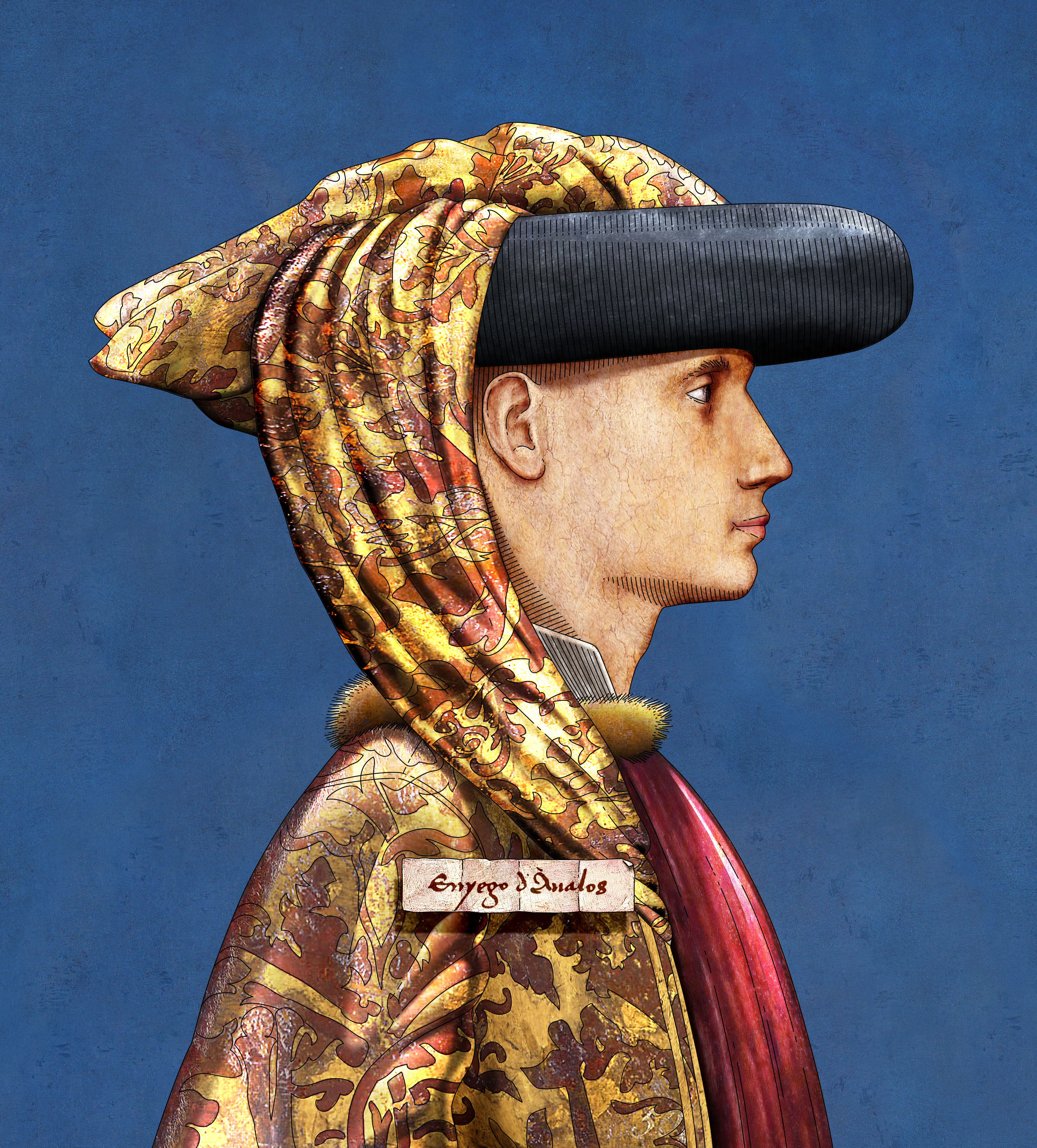
Ritratto del marchese Innico I d'Avalos, comandante delle truppe di re Alfonso I contro il ribelle Antonio Centelles (opera del Pisanello)

Nel 1855, Gioacchino Di Marzo, traduttore del libro "Lexicon topographicum Siculum" di Vito Maria Amico collegò la venuta di Demetrio Reres alla rivolta dei baroni calabresi organizzata da Antonio Centelles del 1444; infatti egli scrisse che fu Giorgio [sic! Castriota, detto Scanderbeg] a inviare le milizie albanesi sotto il comando di Demetrio Reres e che questi domarono la suddetta rivolta. Come ricompensa Demetrio Reres veniva eletto "Comandante delle Calabrie" e suo figlio Giorgio, venne promosso Capitano e spedito in Sicilia per tenere "presidio contro le scorrerie degli Angioini", come si poteva rilevare dal regio diploma del 1º settembre del 1148.

#### Graziadio Isaia Ascoli
Nel 1861, il docente italiano Graziadio Isaia Ascoli afferma che il Biondelli, erroneamente, ha attribuito Demetrio Reres come padre di Scanderbeg perché il padre dell’eroe albanese si chiamava Giovanni I Castriota. Inoltre Ascoli si riferisce al filologo austriaco Johann Georg von Hahn che si era valso largamente delle notizie raccolte dal Biondelli ma accompagna con un punto interrogativo la paternità attribuita a "Demetrio Reres Castriota".

#### Francesco Tajani

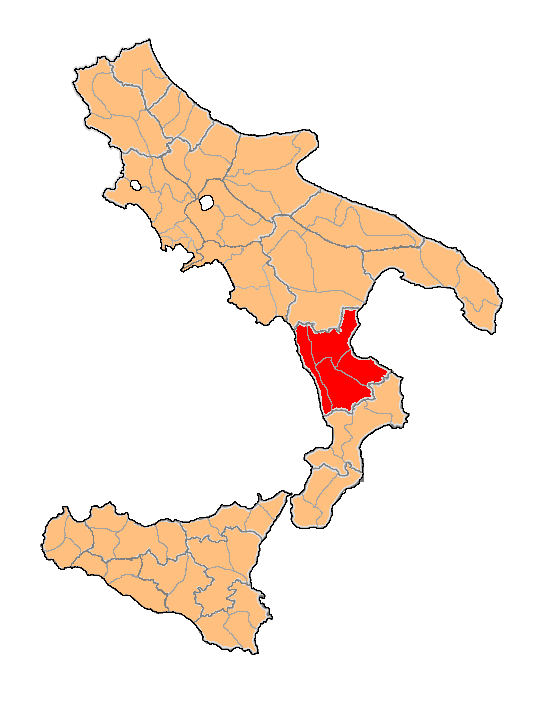
Calabria Citeriore (o Calabria latina)

Nel 1886, Francesco Tajani, considerò come veritiere le affermazioni dei suoi predecessori, ed anche lui come Vincenzo Dorsa, apportò le sue modifiche, tanto che le "tre ben guarnite e scelte colonie" divennero "tre poderose squadre" e la "Calabria Inferiore" divenne la "provincia di Reggio". Inoltre, accortosi che vi erano alcuni insediamenti albanesi che non erano stati presi in considerazione da Vincenzo Dorsa aggiunse all'elenco di quest'ultimo anche quelli di Pallagorio, San Nicola dell'Alto, Carfizzi e Gizzeria, senza considerare che Pallagorio, San Nicola dell’Alto e Carfizzi appartenevano alla Calabria Citeriore.

#### Francesco Protonotari
Francesco Protonotari, fondatore della rivista Nuova Antologia, nel 1887 afferma che re Alfonso, non potendo vincere i Calabresi con le sue armi, avrebbe invocato l’aiuto degli albanesi che, con “tre agguerrite bande di epiroti”, guidate da Demetrio Reres, sarebbero corsi in suo aiuto. Dopo la guerra, una parte degli albanesi sarebbe rimasta in Calabria e gli altri si sarebbero recati in Sicilia.

#### Società Reale di Napoli
Nel 1888 si espresse in merito anche la Società Reale di Napoli, la quale affermò che i primi albanesi sarebbero venuti in Italia nel 1448, guidati da Demetrio Reres della casa dei Castriota. Qui vennero accolti da Alfonso d’Aragona che concesse loro terre e privilegi in compenso dei servigi resigli nella conquista del "Italia Inferiore".

#### Philological Society
Malgrado la smentita fatta nel 1861 da Graziadio Isaia Ascoli, nel 1891 la "Philological Society" della Gran Bretagna, confermò che gli albanesi furono introdotti per la prima volta nell'Italia meridionale, intorno al 1440, da Demetrio Reres Castriota; da suo figlio, il celebre capitano albanese Scanderbeg; e dai loro seguaci..

#### Giuseppe Schirò

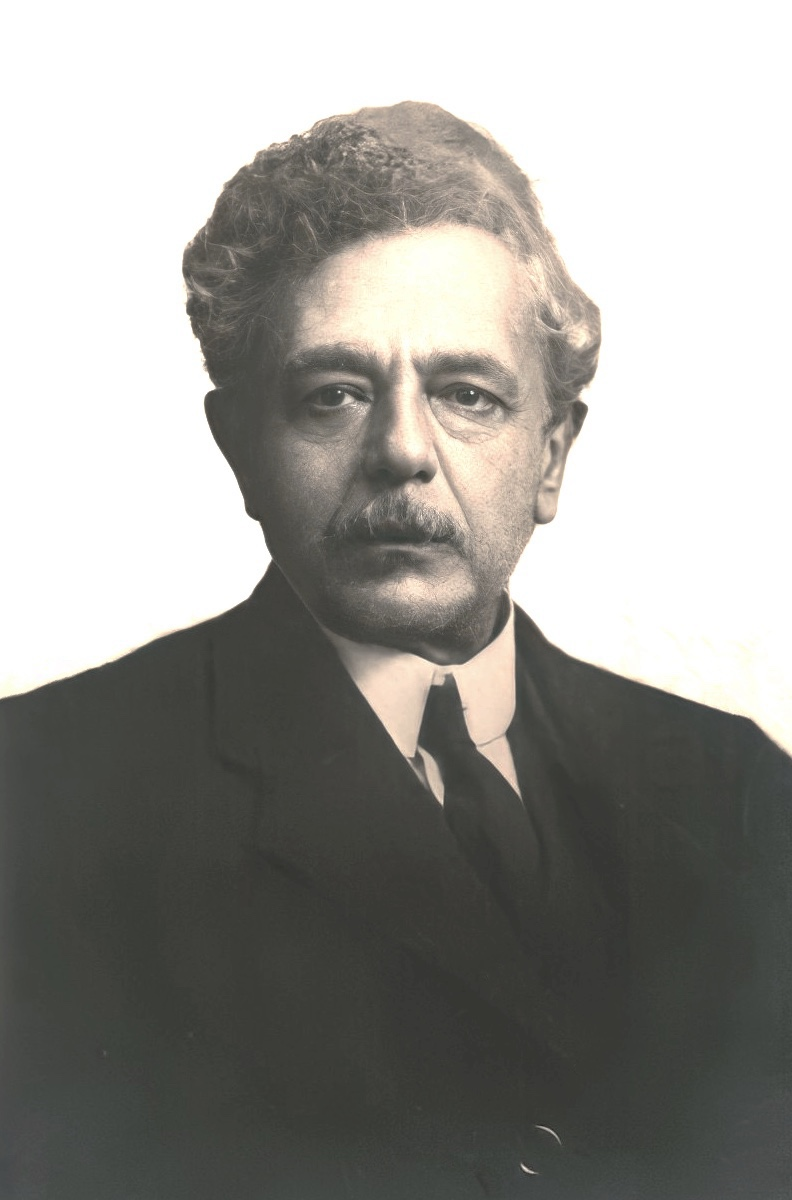
Giuseppe Schirò (1865-1927)

Nel 1904, Giuseppe Schirò, italo-albanese di Piana degli albanesi basandosi anche lui sul suddetto "transunto", confermò l’esistenza di Demetrio Reres e dei suoi figli, affermando che Demetrio Reres e i suoi figli "a capo di tre colonie militari" avevano sottomesso la "Calabria inferiore", ed erano stati premiati, Demetrio con il governo della provincia domata, e Giorgio come capitano alla difesa della Sicilia, secondo quanto scritto nel documento datato in "Gaeta il 1º settembre 1448, e il cui transunto fu esibito in Palermo il 24 settembre 1665, negli atti del notar Didaco Barretta".

#### Patria e Colonie
Nel 1913, nella rivista "Patria e Colonie", si legge che nel 1416 un Demetrio Reres, militando al servizio di Alfonso d’Aragona ebbe in premio la nomina a governatore della "Calabria anteriore". I suoi parenti, amici e coloro che combatterono con lui fondarono le colonie di Andali, Caraffa, Carfizzi, Gizzeria, Marcedusa, Pallagorio, San Nicola dell’Alto, Vena ecc. tra il 1416 e il 1450.

#### Ernesto Pontieri
Ancora nel 1963 il professor Ernesto Pontieri affermò che gli albanesi erano venuti in Calabria "per aiutare lo stesso Alfonso a sottomettere la regione" aggiungendo che: "La legione era comandata da Demetrio Reres come appare dalle concessioni fattegli da Alfonso."

#### Francesco Giunta
Francesco Giunta nel 1984 affermò l’esistenza di Demetrio Reres: Ed anche Francesco Giunta nel 1984 affermò l’esistenza di Demetrio Reres: "[…] nell'anno 1448 tre colonie militari sotto il comando del Colonnello Demetrio Reres, […] sottomise la ribellata Calabria."

#### Raffaele Patitucci D'Alifera Patitario
Nel 1990 Raffaele Patitucci D'Alifera Patitario, pur apprezzando la tesi di Domenico Zangari (riportato di seguito), il quale metteva in dubbio l'esistenza di Demetrio Reres, continuò a preferire la tesi sostenuta da Francesco Tajani nel 1886, "in quanto riporta il testo del transunto con le sue modifiche".

#### Sintesi
Se si considera attendibile tutto quello che è stato scritto sulla figura di Demetrio Reres si può concludere che:
"Demetrio Reres", il cui nome completo era "Demetrio Reres Castriota". della "famiglia Castriota principi di Epiro" e che era il padre di "Giorgio Castriota detto Scanderbeg", fu inviato dallo stesso Scanderbeg nel 1444 a domare la rivolta dei baroni calabresi organizzata da Antonio Centelles. Quindi giunse in Italia al comando di "tre colonie Epirote", anzi "tre ben guarnite e scelte colonie", ovvero "tre poderose squadre" o meglio "tre agguerite bande di epiroti" e, assieme agli albanesi che erano giunti nell’Italia meridionale intorno al 1440, anzi intorno al 1416 divennero una "legione"  e conquistarono tutta "l’Italia Inferiore".
Il "1º settembre 1448", anzi "già prima del 1448", il re Alfonso, dopo aver considerato che il Colonnello Demetrio Reres Castriota si era adoperato nella riconquista di tutta la provincia di "Calabria Inferiore", e che i suoi figli "Giorgio Castriota detto Scanderbeg"  e Basilio Castriota, in qualità di Capitani degli Epiroti, erano in Sicilia per difenderla dalle invasioni degli Angioini, nominò Demetrio Reres Castriota, come "Governatore della provincia di Calabria Inferiore" ovvero "Governatore della Calabria Ulteriore", anzi "Comandante delle Calabrie"  ovvero "Governatore della provincia di Reggio", mentre le sue milizie furono premiate con terre e privilegi che corrispondevano a paesi di Amato, Andali, Arietta, Casalnuovo, Vena e Zangarona alle quali vanno aggiunti i paesi di Pallagorio, San Nicola dell'Alto, Carfizzi e Gizzeria.
Quindi si può affermare che tutta la teoria sull'esistenza di Demetrio Reres e la fondazione dei paesi albanesi del Catanzarese e del Crotonese si è basata solamente sul suddetto "transunto" redatto dal notaio Diego Barretta, probabilmente, per sostenere una "benemerita famiglia siciliana che, dopo essersi improvvisamente e clamorosamente arricchita, cercava, nel XVII secolo, di vedersi riconosciuto un titolo di nobiltà."

### Gli studi che negano l'esistenza del personaggio

#### Giacomo Racioppi
I primi cenni di dubbio sull'autenticità del documento in questione sono stati espressi già nel 1889 da Giacomo Racioppi nella sua "Storia della Basilicata, volume 2". A proposito del privilegio reale concesso a Demetrio Reres, l'autore si chiede "se questo documento è del tutto genuino […]."

#### Domenico Zangari
I primi dubbi del XX secolo sull’esistenza di Demetrio Reres sorsero nel 1941. A parlarne fu Domenico Zangari, monaco francescano, dopo una ricerca archivistica, affermando che la tesi su Demetrio Reres "Non ci risulta pienamente, e non sappiamo perché con tanta sicurezza viene affermata la notizia, che Alfonso d'Aragona, tanto in questa Calabria, quanto nella rivolta in Sicilia, si sia largamente avvantaggiato degli aiuti di tre potenti squadre di soldati albanesi, venuti al comando di Demetrio Reres e dei suoi figli Giorgio e Basilio." Zangari proseguì dichiarando che Francesco Tajani e Giuseppe Schirò si erano appoggiati a una copia di un presunto privilegio con non trovava riscontro né in documenti coevi nella Cancelleria Aragonese né presso storici di valore e di autorità indiscussa.
Nella nota 1 a pagina 20 l'autore precisò che sarebbe bastato leggere il testo della copia del transunto del privilegio per convincersi che esso era povero di documentazione ed era stato messo su da chi forse aveva interesse a dimostrare la sua nobiltà pretendendo l'iscrizione al Sedile dei nobili di Palermo.

#### Alessandro Serra
Malgrado le smentite da parte di Zangari, nel 1947, Alessandro Serra nella sua pubblicazione "I profughi d'Albania verso l'Italia ospitale" confermò che il giudizio di Zangari non lasciava dubbi ma preferì "accettare la tradizione di Rodotà nell'attesa che le sue e le altrui ricerche apportino più chiarezza."

#### Francesco Giunta
Francesco Giunta, dopo la pubblicazione del libro "Albanesi in Sicilia" del 1984 che confermava l’esistenza di Demetrio Reres, sospettando che la tradizione che la tradizione storiografica arbëreshe fosse inquinata da falsificazioni, su incarico del Centro Internazionale di Studi Albanesi "Rosolino Petrotta" di Palermo, si recò a Barcellona in Spagna, dove gran parte delle Cancellerie Aragonesi di Napoli e di Palermo esiste tuttora presso l’Archivio della Corona per cercare il diploma che ha dato origine al "transunto".
Giunta doveva effettuare un'indagine sui fondi archivistici riguardanti l’epoca di Alfonso I il Magnanimo, re di Napoli dal 1442 al 1458 e di Giovanni II, re di Sicilia dal 1458 al 1479. Giunta tornò da Barcellona nel 1989 è, intervenendo nel XV Congresso Internazionale di Studi Albanesi a Palermo, concluse che "alla fine dell’indagine la sorpresa è stata grande perché non ho trovato i documenti ricercati".

#### Paolo Petta

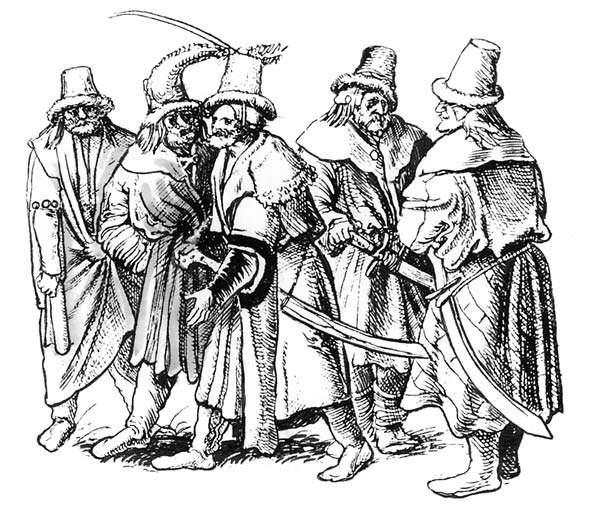
Urs Graf: Stradioti (1513 ca.)

Paolo Petta nel suo libro "Stradioti" affermò di dubitare che Demetrio Reres e i suoi figlio Giorgio e Basilio, siano mai esistiti, scrivendo che: "In questo diploma, la cui autenticità da duecento anni costituisce quasi un atto di fede per gli italo albanesi, tutto è sospetto. Per parte mia, non esito […] a ritenere che si tratti di un falso, prodotto da una pure benemerita famiglia siciliana che, dopo essersi improvvisamente e clamorosamente arricchita, cercava - nel XVII secolo - di vedersi riconosciuto un titolo di nobiltà. In primo luogo, va rilevata l’assoluta assenza di riscontri con ogni altra fonte, narrativa o archivistica, cui il nome di Demetrio Reres è assolutamente sconosciuto." L'autore continua affermando che "Queste fonti […], nonostante le distruzioni del periodo bellico, e difficilmente non avrebbero conservato traccia di una vicenda così anomala, come quella di un capitano albanese che si vede attribuire un prestigioso incarico politico-amministrativo, alla pari con esponenti delle più prestigiose famiglie napoletane e catalane".
Da notare è che proprio durante il regno di Alfonso I (1416-1458) si affermò in Calabria la figura del viceré, detto in effetti anche "gubernator", cioè governatore, che deteneva il supremo potere esecutivo e giudiziario in entrambe le province "storiche" della Calabria (Calabria citeriore, Calabria Ulteriore), destituendo i "giustizieri" che costituivano gli organi tradizionali del governo provinciale. Capitava anche che il titolo di "gubernator" veniva dato a più modeste autorità amministrative locali, o a singoli feudatari; mentre il "Reres appare come governatore di una sola delle due province, il che è troppo poco per un viceré, e troppo per altri personaggi." In ogni caso, il titolo di governatore, nel senso di viceré, fu sempre dato a personaggi, i cui nomi ci sono noti e che si erano distinti (come si assume avesse fatto il Reres) nella lotta contro il partito angioino o i grandi feudatari ribelli, ma che comunque appartenevano alla più alta aristocrazia del Regno.
Petta sostiene che non si comprende perché questa nomina avrebbe dovuto aver luogo nel 1448, anno in cui la Calabria era in realtà pacificata, anche con riferimento alla ribellione di Antonio Centelles, una "lotta contro il partito angioino che, ormai era storia passata". Per ottenere questa nomina, il Reres avrebbe dovuto essere inserito in modo stabile nelle alte gerarchie del Regno. Invece, "si trattava di una figura che compare e contemporaneamente scompare, senza lasciare altra traccia di sé, senza lasciare discendenti in una posizione sociale elevata (anche dei suoi figli non esiste nessuna altra traccia): anche delle sue imprese militari, del resto, non rimane alcun ricordo."
L'autore, inoltre, esaminando la parte del transunto "antiqua nobilitate que ex clarissima familia Castriota Epirotarum principum originem trascit" afferma che il testo stesso del documento è sospetto, "col suo non richiesto riferimento alla genealogia dei Reres, che viene d’altra parte nobilitata con un riferimento a Scanderbeg, che nel 1448, per quanto fosse il capo della lega dei signori albanesi, nessuno si sarebbe sognato di definire "princeps Epirotarum" (principi d'Epiro): tanto più che nelle fonti mai compare il nome Reres, mentre spesso compare quello dei Renes, o Renessi, che sono una ben nota famiglia di stradioti. Di una parentela coi Castriota nessun Renes, per quanto ci risulta, ha mai parlato."
Petta più avanti afferma che si può essere certi che il documento citato dal Rodotà, e da tanti altri dopo di lui, è stato fabbricato da un compiacente notaio palermitano che simulò di redigerne il transunto; e che Demetrio Reres o non è mai esistito, o è esistito (probabilmente col nome di Renes), al tempo di Alfonso d’Aragona o magari un po' più tardi, come capo di stradioti o forse come "gubernator" di una terra calabrese di proporzioni limitate.

#### Innocenzo Mazziotti
Nel 2004, lo studioso Innocenzo Mazziotti di San Demetrio Corone afferma che nelle varie pubblicazioni successive a quello di Domenico Zangari, la "questione Reres" non è stata affrontata in modo risolutivo, preferendo i più, anche se nel dubbio, riportare la copia notarile del privilegio come necessaria per mantenere la tradizione delle origini guerresche ed eroiche delle colonie italo-albanesi.
Mazziotti ha fornito anche una serie di motivi che inducono a pensare all’inconsistente autenticità del diploma, come il mancato riferimento alla sede in cui il Reres avrebbe dovuto esercitare l’incarico di governatore, solitamente espressa nei diplomi reali come si evince dal "Regesto della Cancelleria Aragonese di Napoli" che va dal 1436 al 1492 dove, il primo governatore risulta nominato il 28 luglio del 1453.
Innocenzo Mazziotti conclude sostenendo che appare poco probabile che i fatti inerenti alla vicenda del Reres siano avvenuti realmente così come narrati dal Rodotà e successivamente ravvalorati, ingranditi e modificati da altri studiosi della storia degli italo-albanesi. "Questo naturale impulso di mitizzare il passato faceva sì che esigui gruppi di mercenari diventassero, nella fantasia dei posteri […], ben tre guarnite e scelte colonie oppure tre poderose squadre o tre agguerrite legioni e addirittura le Armate di Reres!" Da tenere presente che il controverso transunto notarile di Barretta sarebbe stato formato ed esibito nel 1665, dopo oltre duecento anni dalla concessione del privilegio reale del 1448; cioè in un'epoca in cui tante documentazioni e cronache fantastiche pullulavano nei vari archivi di famiglie altolocate e ricche, che si adeguavano alla moda del secolo e alla passione genealogica con corredo di stemmi e di vecchie pergamene in cui si inventavano presunti privilegi e sempre nuovi benefici feudali.

#### Italo Sarro
Nel 2012, il professor Italo Sarro nella premessa del suo libro "Insediamenti albanesi nella valle del Crati, Volume II" ha scritto che l'immigrazione legata al "transunto Reres", indicata nell’anno 1448, non va accettato perché non supportato da riscontri certi. A tale riguardo, Sarro afferma che "non ho trovato traccia presso l’Archivio della Corona di Barcellona, è fortemente indiziata di falso".
Nel 2019, Italo Sarro nella sua opera "Albanesi in Italia, percorsi migratori (secc. XV-XVIII)", sulla faccenda Reres ha affermato che il diploma in questione non si trovava né nel registro dei privilegi degli anni 1444-1448 presso l’Archivio della Corona di Barcellona in Spagna, né presso l’Archivio Segreto Vaticano che lui aveva frequentato nella convinzione che il Papa avrebbe dovito necessariamente conoscere preventivamente un'operazione che riguardava la sua sovranità sul Regno di Napoli e di Sicilia, in quanto Alfonso I D’Aragona e i suoi successori non avevano l’autorità giuridica dello Stato che era stato a loro affidato.

#### Matteo Mandalà
Nel 2007, Matteo Mandalà, professore di albanologia presso l'università di Palermo, nel capitolo III "E mai esistito Demetrio Reres? I mercenari albanesi e il mito delle origini militari delle comunità arbëreshe" del suo libro "Mundus vult decipi - I miti della storiografia arbëreshe" fa una ricerca sulla registrazione del "transunto Reres" presso gli archivi della Cancelleria del Regno, quindi in quelli della Conservatoria del Registro e infine in quelli del Protonotaro del Regno, dove tutti i privilegi regi obbligatoriamente dovevano essere registrati al fine di ottenere l'efficacia legale ed esecutiva, in particolare quelli che concedevano titoli, uffici e benefici. In tutti i tre i casi, poté riscontrare che il transunto non era stato registrato. Da qui la considerazione che il transunto, che non aveva seguito l'iter burocratico di legge, era stato "artificiosamente composto da chi aveva interesse" e prendendo atto dell’intervento di Francesco Giunta nel XV Congresso Internazionale di Studi Albanesi a Palermo del 1989, concluse che: "il transunto era stato un espediente per occultare il falso fabbricato in Sicilia".

#### Salvatore Bugliaro
Nel 2020, Salvatore Bugliaro nella sua pubblicazione "I casali albanesi di Calabria scomparsi e Il falso mito reresiano" afferma che: "molti storici contemporanei sostengono che la faccenda Reres non è storia ma una narrazione di eventi che non hanno fondamenta documentarie. […] Ma ormai, il mito si era insinuato in ogni arbëresh, non solo in Calabria, ma dell’Italia intera. […] Così prese avvio il mito che, man mano che altre pubblicazioni ripetevano la stessa leggenda, si consolidò fino a fare di Reres il fondatore delle comunità albanesi nella Calabria Ultra."
Bugliaro continua affermando che alla luce dei nuovi studi, scientificamente analizzati e comparati, sono emerse nuove verità che le comunità del Catanzarese e del Crotonese non sono state fondate dai soldati del Reres, né questi ultimi si sono trasferiti in Sicilia per fondarvi insediamenti e, addirittura, il Reres non è mai esistito. "Le nuove tesi dimostrano che, la storia degli albanesi finora conosciuta si sbriciola in mille pezzi e restituisce dignità alla verità."

### Analisi filologica

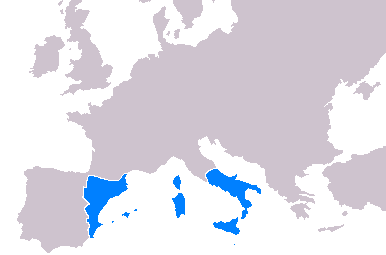
Dominii della Corona d'Aragona nel 1443.

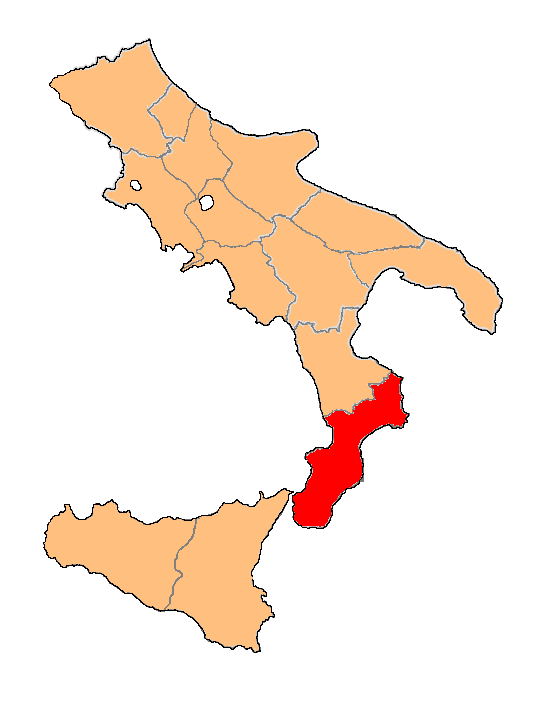
Giustizierato di Calabria Ultra

L’analisi attenta del transunto ha fatto emergere numerose incongruenze formali che dimostrano la falsità del diploma regio a favore di Demetrio Reres. Inoltre tale diploma ha fatto sì che molti storici, convinti della sua bontà, abbiano affermato che la fondazione di alcuni paesi arbëreshë è dovuta ai soldati di Demetrio Reres, ma ora, dimostrata la falsità del documento, perdono qualsiasi attendibilità. Di seguito alcune considerazioni sulle incongruenze formali del "transunto" che spingono a sospettare che tale documento sia falso:
trium coloniarum Epirotarum
Nel 1448, anno della firma del diploma, non c’era ancora alcun trattato di alleanza tra il Re di Napoli e Giorgio Castriota, detto Scanderbeg. Un trattato di amicizia e mutua assistenza venne stipulato solo nel 1451. Inoltre, nel 1448, Scanderbeg era impegnato a combattere contro gli ottomani. Ci si chiede come avrebbe potuto mandare ben "trium coloniarum Epirotarum" (tre colonie Epirote) e farle restare definitivamente in Italia. Per di più, da studi recenti si evince che i paesi albanesi nel Catanzarese e nel Crotonese sono stati insediati dagli albanesi dalla seconda metà del XV secolo in poi.
Nel diploma il Re Alfonso I D'aragona non avrebbe mai scritto "Calabrie Inferioris" perché, all'epoca, il territorio interessato era denominato "Giustizierato di Calabria", così chiamato dal 1231 al XVI secolo, quando prese il nome di "Calabria Ultra flumen Nhetum".
Calabrie Inferioris – Inferioris Calabrie
Nel diploma il Re Alfonso I D'aragona non avrebbe mai scritto "Calabrie Inferioris" perché, all'epoca, il territorio interessato era denominato "Giustizierato di Calabria", così chiamato dal 1231 al XVI secolo, quando prese il nome di "Calabria Ultra flumen Nhetum".
clarissima familia Castriota
Dal transunto si evince che i Reres vantavano una consanguineità con la famiglia albanese dei Castriota ("ac tua antiqua nobilitate que ex clarissima familia Castriota Epirotarum principum originem trascit"). Negli anni 1444/48, la famiglia Castriota non era ancora tanto nota da essere definita dal re di Napoli come "clarissima familia… Epirotarum principum". Va considerato che la notorietà della famiglia Castriota avvenne esclusivamente per merito di Giorgio Castriota.
regium gubernatorem
Non esiste alcuna traccia documentata dell’attività di Demetrio Reres in qualità di "regium gubernatorem in Inferioris Calabrie"; nessun rapporto o richiesta fatta al Re da parte di Reres, nessuna disposizione mandata dal Re al Reres; nessun atto di governo da parte di Reres verso un qualsiasi suddito. Di contro, tra il 1445 e il 1480, il Giustizierato di Calabria era governato da Francisco Siscar, viceré e giustiziere della Calabria.
Gaete primo septembris 1448
Il transunto riporta "Gaete primo septembris 1448" come luogo e data in cui il re firmò il diploma. Si può affermare che in quella data il re non ha firmato nessun documento e non si trovava nella sua residenza a Gaeta bensì in Toscana dov'era impegnato nell’assedio di Piombino che si concluse dieci giorni dopo la data della firma del diploma. Infatti Luciano Giannoni, nel suo libro "L'assedio di Piombino del 1448" scrive che "Nella primavera del 1448 Alfonso d'Aragona pose l'assedio a Piombino […] dopo vari mesi di inutili assalti, il 10 settembre dello stesso anno le truppe aragonesi si ritirarono". Re Alfonso, solo il 30 ottobre del 1448 si trovava nuovamente a Gaeta. Inoltre, l'anno della data è riportato in cifre arabe e non romane, com’era consuetudine nella cancelleria aragonese e, per di più, è priva del riferimento all'inditione, rigorosamente riportata in tutti i privilegi dell’epoca e dei secoli successivi.
Io el rey Alphonso
La firma di Alfonso "Io el rey Alphonso" suscita la maggiore riserva perché il Magnanimo firmava sempre nella forma abbreviata di "Rex Alfonsus"; al contrario, la sottoscrizione contenuta nel transunto "Io el rey Alphonso" ricalca la maniera castigliana "Yo el Rey" con la quale era solito firmare Ferdinando il Cattolico, re di Napoli dal 1504 al 1516.

#### Conclusione finale
Dalla lettura dell'analisi filologica del "transunto", si può giungere solamente a tre conclusioni: la prima è che il "transunto" non riporta fedelmente il testo del diploma, la seconda è che il diploma è falso e la terza è che il "transunto" è il risultato di una frode atta ad ottenere quei benefici che tale diploma avrebbe riportato alla famiglia Reres di Mezzojuso.